# Jean-Pierre Schmidtmeyer
Jean-Pierre Schmidtmeyer (Ginevra, 24 giugno 1768 – Ginevra, 8 maggio 1830) è stato un avvocato e politico svizzero.

## Biografia

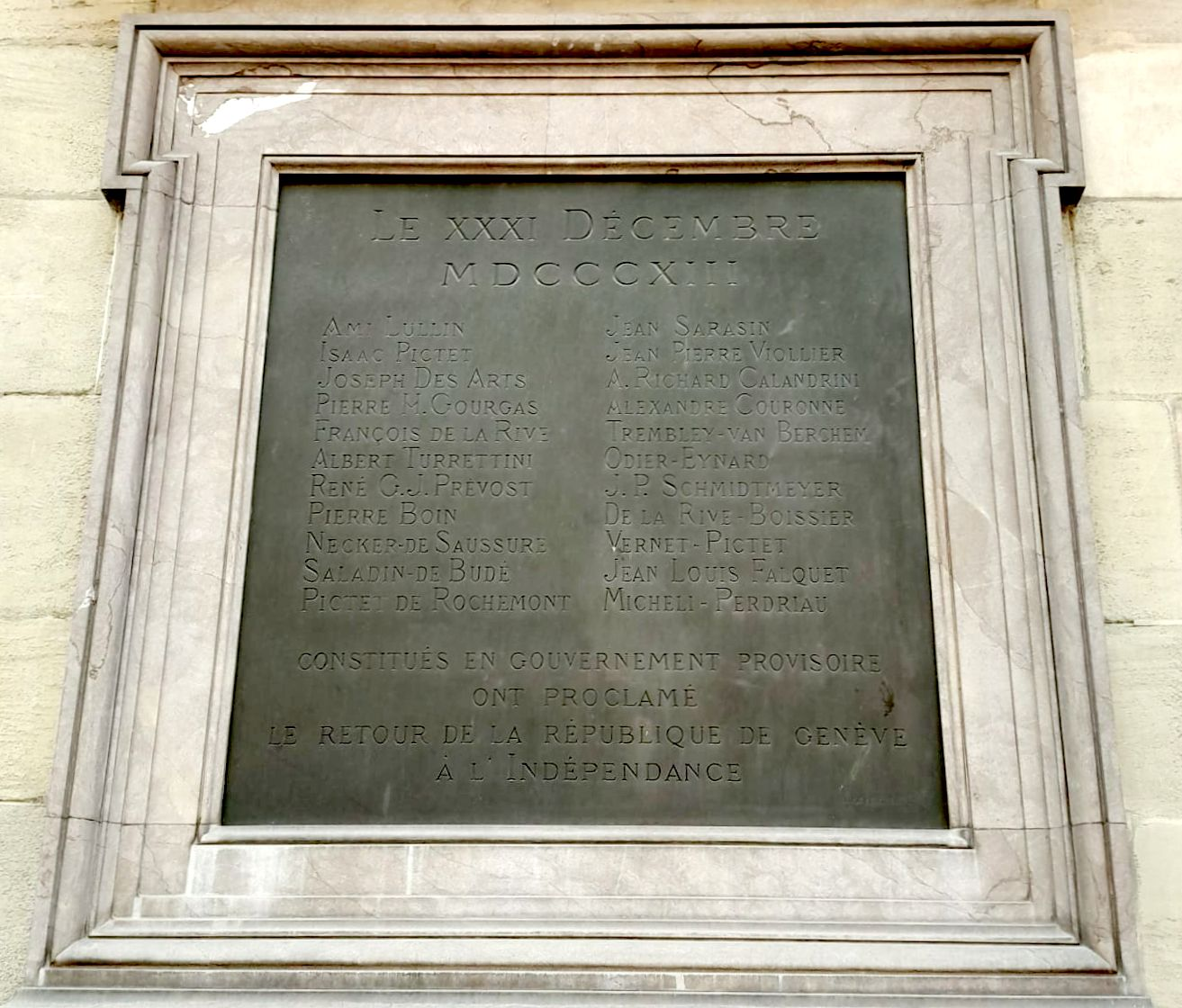
Targa commemorativa dei membri del governo provvisorio di Ginevra del 1813, tra i quali è menzionato Jean-Pierre Schmidtmeyer

Riformato, figlio di Melchisédec Schmidtmeyer, di professione commerciante, e di Anne Victoire Lalouet. Compié i suoi studi all'Accademia di Ginevra, prima in lettere nel 1784 e poi in filosofia nel 1786. Divenuto avvocato nel 1792, fu nel 1796 membro del Consiglio legislativo. Tra il 1798 e il 1800, periodo in cui Ginevra faceva parte della Francia, divenne commissario del Direttorio francese e giudice al tribunale civile. Nel 1805 sposò Anne Fatio, figlia del syndic di Ginevra Jean-Baptiste Fatio.
Dopo la caduta di Napoleone divenne membro del governo provvisorio ginevrino tra il 1813 e il 1814, e in quest'ultimo anno fece parte della delegazione inviata a Zurigo presso i rappresentanti della coalizione antifrancese e poi partecipò con Joseph Des Arts alla Dieta federale del 1815, dove negoziò l'annessione di Ginevra alla Svizzera. Successivamente fu più volte delegato alla Dieta federale. Fra gli altri incarichi di quel periodo, divenne membero del Consiglio di Stato dal 1814 al 1830, syndic di Ginevra per sette volte, dal 1816 al 1828, e infine giudice alla Corte suprema nel 1829.
Fu membro della loggia massonica degli Amici sinceri, e della Società economica, di cui fu anche presidente nel 1801.